# Волинські чехи

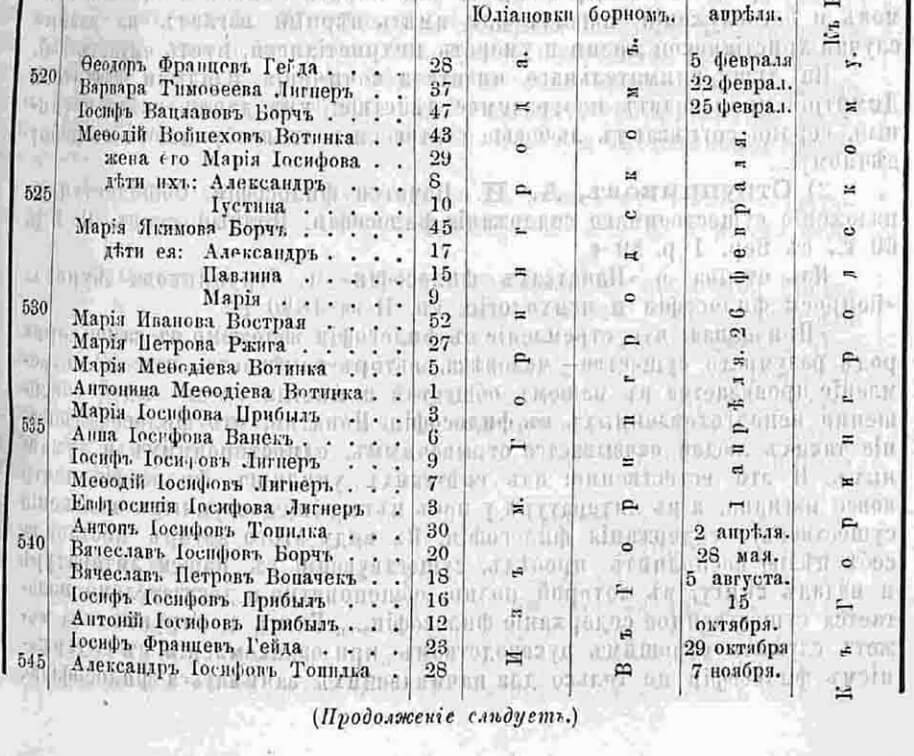
Уривок з перепису волинських чехів, які прийняли православ'я (1888 рік).

Воли́нські че́хи — національна меншина етнічних чехів, яка проживала на Волині з 1868 (від початку індустріалізації) по 1947 рік і була частково репатрійована в Чехословаччину у 1947 році. Друга хвиля репатріації мала місце після набуття Україною незалежності.

## Історія

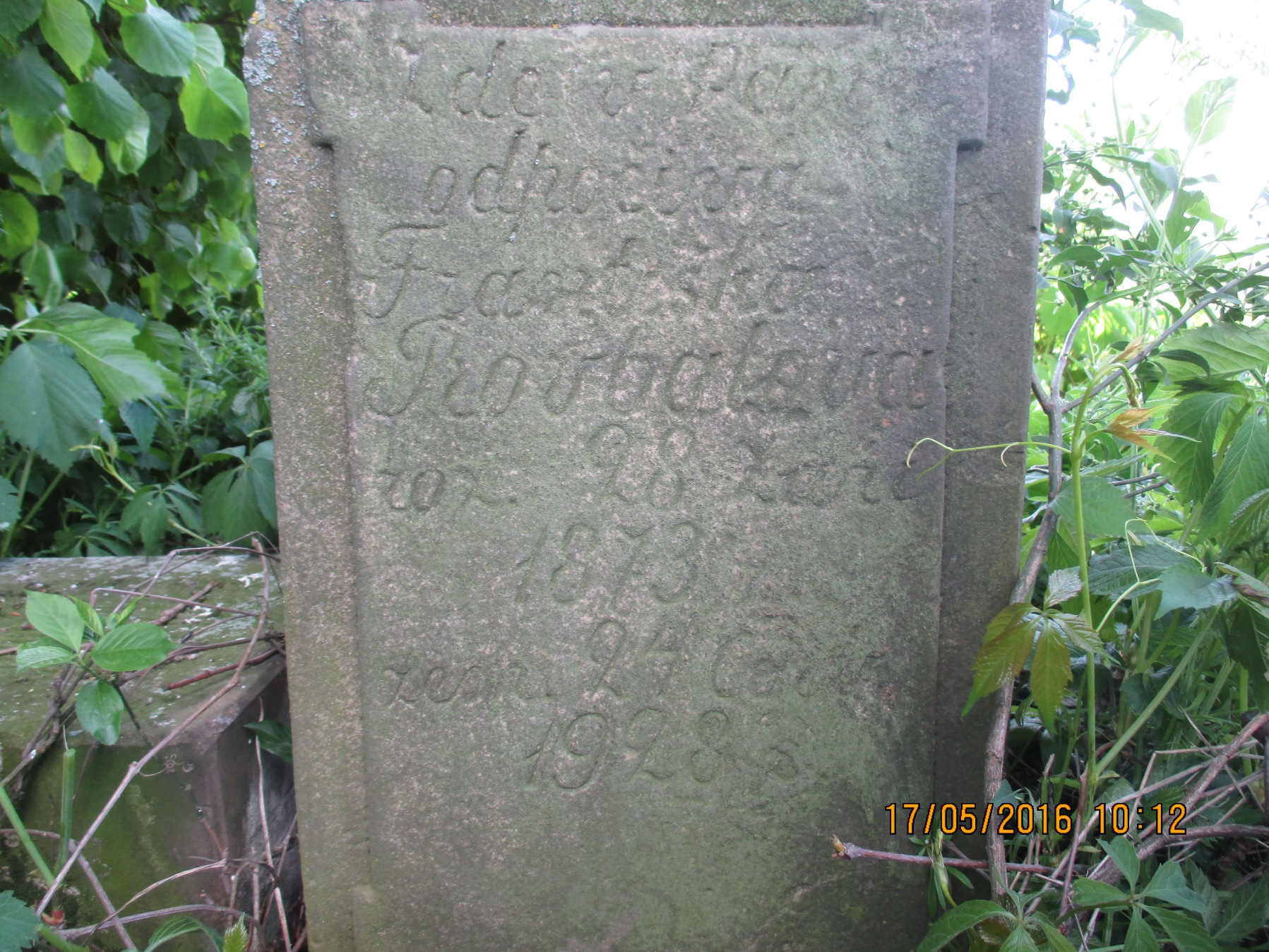
Надгробок на чеському кладовищі в селі Нижні Головлі

1864 року, після остаточного придушення царським урядом Польського повстання, його прибічників, серед них і багато шляхтичів, було виселено, а маєтки відібрано. За розпорядженням Олександра II, полякам було заборонено купівлю земельних ділянок на Волині, де вільної землі вистачало. Ціни на неї (гектар лісу можна було придбати за віз збіжжя) зацікавили німців, а особливо чехів, які, будучи вмілими господарями, що володіли тодішніми передовими європейськими технологіями і культурою землеробства, масово ринулися на Волинь. Ще у 1863 році переселилася перша група селян із Чехії — 17 родин. У Дубенському повіті вони заклали поселення Людгардівку.
Між 1868 і 1880 роками на Волині (в теперішній Україні), у прикордонних землях між Австро-Угорщиною і Російською імперією, оселилися приблизно 16000 чехів. Тоді як економічні умови в Чехії були важкими, царський уряд був зацікавленим у прибутті на поселення нової робочої сили; згідно з угодою, яку було підписано 1867 року у Москві з нагоди Слов'янського конгресу, царський уряд підтримав переселення різними податковими і фінансовими пільгами. За цими чехами закріпилася назва «Волинські чехи».
Історичні джерела засвідчують, що вже на 1878 рік на Волині мешкало понад 13000 чехів, а до кінця ХІХ століття — понад 40000. 97 % чеських сімей оселилися у заснованих ними селах: Глинськ, Мирогоща, Семидуби, Молодаво, Княгинин тощо. Назви деяких населених пунктів чітко вказували на своїх засновників — волинських чехів: приміром, Новини Чеські, Малин Чеський, Боратин Чеський та Страклів Чеський. Місцева громада розвивалась, сюди переїжджали все нові і нові сім'ї з чеської частини Австро-Угорщини, в основному з Богемії. Згодом в Квасилові було відкрито першу чеську православну церкву, її священником став Теодор Гейда.
За даними перепису населення 1897 року, у Волинській губернії було 27670, у Київській губернії — 3294, а всього в Російській імперії — 50385 чеськомовних осіб.
Між тим, (пізніша) оцінка доби початку Першої світової війни оперувала числом у 90000 чехів. Чехи на Волині оселилися загалом у 638 волостях, деякі жили і в столиці Волинської губернії Житомирі (чеське написання — Žitomír). Події після більшовицької революції 1917 року вдарили і по волинських чехах: насильницька колективізація з усіма негативними наслідками, культурне гноблення, переслідування за політичними мотивами (було кілька процесів проти чеських вчителів тощо, почасти зі смертними вироками).
Під час Другої світової війни велика частина (тисяч десять з половиною вояків) добровільно записалася у 1-ше чехословацьке з'єднання у складі Червоної Армії, взявши активну участь не без великих втрат у визволенні Чехословаччини. У цей час німецькі частини та польська поліція за участі польських націоналістичних боївок, зчиняли різанини місцевого населення, зокрема і чехів, наприклад Малинську трагедію. Більшість чехів була лояльно налаштована до ОУН-УПА, поповнюючи її лави. З огляду на те, що досвід життя за радянського режиму теж не був позитивним, більшість чехів скористалася можливістю повернутися у (тоді ще демократичну) Чехословаччину відповідно до угоди між Бенешем і Сталіним від 10 липня 1946. Протягом 1947 було репатрійовано близько 200 тисяч волинських чехів. Їх було розселено насамперед у залишених судетськими німцями місцевостях Чехії та Моравії.
Хоча волинські чехи боролися за визволення Чехословаччини, після захоплення влади комуністами у 1948 вони стали об'єктом нових репресій. Зіткнувшись ще в Радянському Союзі з потворним явищем сталінських репресій і недоліками колективізації, вони, наприклад, публічно застерігали від заснування сільськогосподарських кооперативів. У березні 1957 року їхнє об'єднання включно з часописами було ліквідовано.